# Manizales
Manizales este un oraș în  Columbia centrală.
În prezent orașul este un important producător de cafea și gazda unor centre de învățământ de asemenea importante.

## Geografie
Manizales este descris spre a avea margini abrupte, fiind construit într-o zonă montană, pe o creastă a munților Anzi. Orașul este plasat lânga vulcanul Nevado del Ruiz, la înălțimea de aproximativ 2153 metri.

## Istorie
Manizales a fost descoperit pe data de 21 octombrie 1849, în mijlocul unui război civil. Orașul a fost descoperit de către un grup de 12 cercetători. În oraș este o puternică influență spaniolă ; populația a fost omogenă până cand mai mulți oameni de diferite rase și etnii au invadat orașul în căutarea unor școli. Orășenii apreciază Tango și, mai nou, Jazz.

## Hidrografie
Bazinul râului Guacaica.

## Fenomene
Alunecări de teren și erupții vulcanice.

## Muzee
- Muzeul de Aur Banco de la Republica
- Muzeul de Istorie Naturală Universidad de Caldas
- Muzeul de Artă Universidad de Caldas
- Muzeul Arheologic Universidad de Caldas
- Grădina Botanică Universidad de Caldas
- Muzeul Natural de Istorii CC
- Muzeul de Știință și jocul Universidad Nacional de Colombia

## Evenimente
- Sărbatoarea anuală Manizales (Feria de Manizales) [ianuarie]
- Sezonul coridelor Manizales [ianuarie]
- Festivalul internațional de cafea [ianuarie]
- Festivalul internațional de teatru [septembrie/octombrie]
- Festivalul de Jazz Manizales

## Educație
Manizales este un centru educațional regional al Columbiei, având o populație de 30.000 de studenți și șase universități:
- Universidad Nacional de Colombia
- Universidad de Manizales
- Universidad Autónoma de Manizales Arhivat în 12 mai 2008, la Wayback Machine.
- Universidad Católica de Manizales Arhivat în 12 mai 2008, la Wayback Machine.
- Univerisdad Remington (Uniremington) Arhivat în 8 octombrie 2015, la Wayback Machine.
- Universidad Luis Amigó
- Universidad de Caldas

## Economie
Economia orașului Manizales se bazează pe cafea, oțel și alte metale, industria alimentară precum și servicii educaționale.

## Transport
- La Nubia Airport

## Sport
Orașul este renumit și pentru echipa sa de fotbal club Once Caldas, marea învingătoare în 2004 a Cupa Libertadores.